# عبرية سامرية
اللغة السامرية هي العبرية القديمة، تتكون من اثنين وعشرين حرفا، وتقرأ من اليمين إلى اليسار، وبما أن الإنسان الأول لم يعرف القراءة والكتابة، لهذا استخدم لغة الرموز، وتطورت لغة الرموز وتحولت إلى لغة الرسم ومن ثم لغة الكتابة. وإذا ما استعرضنا لغات العالم أجمع منذ فجر التاريخ وحتى الآن نجد ان اللغة العبرية القديمة والتي ما زال السامريون يحتفظون بها كلغتهم الاصل قراءة وكتابة، هي بحد ذاتها لغة الرموز التي كانت مستعملة من قبل الإنسان الأول. لهذا نجد أن اللغة العبرية القديمة والتي كل حرف منها يدل على عضو من أعضاء جسم الإنسان، وعلى سبيل المثال لا الحصر ان حرف «ر» يدل باللغة العبرية القديمة على الرأس من حيث اللفظ والرسم، كما هو مبين في جدول قائمة الحروف. وكذلك حرف «ش» يدل على الأسنان من حيث اللفظ والصورة، وهكذا... الاحرف: «ع» يدل على العين، حرف «ي» يدل على اليدين، «ف» تشبه الفم، وكذلك حرف ب يدل على البيت، حرف د يدل على الباب...... وهكذا دواليك.